# Kosovarische Davis-Cup-Mannschaft
Die kosovarische Davis-Cup-Mannschaft ist die Tennisnationalmannschaft Kosovos.

## Geschichte
2016 nahm Kosovo erstmals am Davis Cup als eigenständige Nation teil und bestritt seine ersten Partien in der Europa-Gruppe III.